# 新乌尔加尔
新乌尔加尔（羅馬化：Novyy Urgal）是俄罗斯哈巴罗夫斯克边疆区的市级镇，为上布列亚区仅次于区行政中心的第二大聚居地。地处哈巴罗夫斯克边疆区西南部，位于区行政中心切格多门西偏南、边疆区首府哈巴罗夫斯克（伯力）西北方。阿穆尔河流域布列亚河一支流乌尔加尔河从该镇以北不远处流过，其河口位于该镇西北约6公里处。
镇东部设有同名铁路车站，位于伊兹韦斯特科维－切格多门线上。
该地2022年人口有6,169人；2010年人口6,803；2002年人口7,274；1989年人口9,126。